# Středozápad Spojených států amerických

Středozápad Spojených států

Středozápad Spojených států amerických (anglicky Midwestern United States) je jeden ze čtyř regionů Spojených států amerických. Tvoří jej státy nacházející na severu střední části USA. Dělí se na dvě oblasti – východní severní státy a západní severní státy.

## Oblasti
- Východní severní státy
  - Wisconsin
  - Illinois
  - Michigan
  - Indiana
  - Ohio

- Západní severní státy
  - Severní Dakota
  - Jižní Dakota
  - Nebraska
  - Kansas
  - Minnesota
  - Iowa
  - Missouri